# Жоао Бернардо Вијеира
Жоао Бернардо Вијеира (порт. João Bernardo Vieira; Бисао, 27. април 1939 — Бисао, 2. март 2009) био је политичар и председник Гвинеје Бисао од 1980. године до 1984 године, затим од 1984. године до 1999. године и напослетку од 2005. године до 2009. године, када је убијен у атентату.

## Биографија
Рођен је 1939. године у Бисаоу, као припадник народа Папел. По струци електричар, 1960. се прикључио Афричкој партији за независност Гвинеје и Зеленортских Острва (ПАИГЦ) и убрзо постао један од истакнутијих герилских бораца. Због исказаних вештина у борби против португалске колонијалне војске, брзо је напредовао у хијерархији герилске војске.
Након избора 1972. године које је провео ПАИГЦ на подручју под својом контролом, Вијеира је био постављен за председника Националне народне скупштине. Наредне године, у атентату је погинуо вођа ПАИГЦ-а, Амилкар Кабрал. Лево оријентисани официри извршили су 25. априла 1974. године државни удар и срушили режим који је до тада водио рат против ослободилачких покрета у колонијама. Гвинеја Бисао је добила независност 10. септембра 1974. године, а Луис Кабрал је постао први председник земље. Вијеира је 28. септембра 1978. године преузео функцију првог премијера државе.

### Председник
Привредно стање у држави је било све лошије, што је узроковало све веће незадовољство јавности. Вијеира је због тога 14. новембра 1980. године извршио бескрвни државни удар и срушио владу Луиса Кабрала. Пад Кабрала узроковао је напетост са Зеленортским Острвима (Кабрал је био мешаног гвинејско-зеленортског порекла), која је кулминисала разлазом између две државе. Вијеира је повукао стари устав и формирао војно веће с њим на челу које је владало државом до 1984. године, када је успостављена цивилна власт и изгласан нови устав. Новембра 1983. године био му је додељен чин дивизијског генерала.
Почетком 1990-их, Гвинеја Бисао је, као и већина афричких држава, усвојила вишестраначје. Опозиционе странке су легализоване 1991. године, а вишестраначки избори одржани 1994. године. Вијеира је у првом кругу освојио 46,20% гласова наспрам седам других кандидата. У другом изборном кругу је победио, освојивши 52,02% гласова, наспрам противника Кумбе Јале са освојених 47,98% гласова. Био је први демократски изабран председник, те је преузео функцију 29. септембра 1994. године.

### Пад с власти и егзил
Маја 1998. године, био је изабран за председника ПАИГЦ-а за још један четверогодишњи мандат. Након тога је отпустио заповедника војске, Ансумана Манеа. Мане и његови симпатизери су се побунили и земља је убрзо утонула у грађански рат. Рат је завршио 27. новембра исте године, потписивањем мировног споразума. Пошто Вијеира није сишао с власти, рат је поновно избио, али су се његове снаге овај пут предале 7. маја 1999. године. Вијеира се испрва склонио у португалску амбасаду, а у јуну отишао у избеглиштво у Португалију. На конгресу ПАИГЦ-а исте године, био је искључен из странке.

### Повратак и нови председнички мандат
Дотадашњи председник Кумба Јала срушен је с власти у војном удару септембра 2003. године, док се Вијеира вратио у Гвинеју Бисао 7. априла 2005. године. По повратку га је дочекало 5.000 симпатизера, а успео је и да скупи 30.000 потписа у петицији да се на изборима у јуну 2005. године кандидује за председника. Врховни суд му је, упркос оптужбама о убиству завереника око пуча 1985. године и животу у егзилу, маја 2005. године дозволио да учествује на изборима. Његова бивша странка, ПАИГЦ, за свог је кандидата истакла Малама Бакаија Сању. Вијеира је у првом кругу освојио 28,87% гласова и заједно с Бакаијем Сањом отишао у други круг. Победио је Сању са 52,45% освојених гласова и преузео нови мандат 1. октобра.
Вијеира је по почетку мандата с главних позиција сменио супарнике, попут премијера Карлоса Гомеса Жуниора из ПАИГЦ-а.

### Атентат
Вијеира је 23. новембра 2008. године претрпео први покушај атентата, када је група побуњеника извршила напад артиљеријом на његову кућу. Након трочасовне борбе, напад је био одбијен.
Неколико месеци након покушаја атентата на Вијеиру, заповедник војске Батиста Тагме На Ваије погинуо је у експлозији бомбе 1. марта 2009. године. Рано ујутру следећег дана, група војника убила је Вијеиру док је излазио из своје резиденције. Према изјави гласноговорника војске Заморе Индуте, Вијеира је био одговоран за убиство Тагмеа, након чега су његови војници ишли да га освете, убивши Вијеиру наредног дана. Војска је одбацила ове оптужбе.
Вијеира је сахрањен уза државне почасти у Бисаоу 10. марта 2009. године, а на његовој сахрани било је присутно неколико хиљада људи.
Европска унија и САД осудиле су убиство Вијеире, а Афричка унија је овај атентат назвала криминалним чином. Осудама се придружила и Социјалистичка интернационала, чијом је чланицом била Вијеирина странка.